# Rothschildia jacobaeae
Rothschildia jacobaeae és una espècie de lepidòpter ditrisi de la família dels satúrnids (Saturniidae). És una arna que s'alimenta principalment són les fulles de freixe, olivereta i ligustrina. Viu a l'Argentina, Bolívia, Brasil, Paraguai, Uruguai.